# Пайлот-Маунд (тауншип, Миннесота)
Пайлот-Маунд (англ. Pilot Mound) — тауншип в округе Филмор, Миннесота, США. На 2000 год его население составило 364 человека.

## География
По данным Бюро переписи населения США площадь тауншипа составляет 88,8 км², из которых 88,6 км² занимает суша, а 0,2 км² — вода (0,18 %).

## Демография
По данным переписи населения 2000 года здесь находились 364 человека, 129 домохозяйств и 107 семей.  Плотность населения —  4,1 чел./км².  На территории тауншипа расположено 155 построек со средней плотностью 1,7 построек на один квадратный километр. Расовый состав населения: 98,35 % белых, 0,27 % азиатов, 1,10 % — других рас США и 0,27 % приходится на две или более других рас. Испанцы или латиноамериканцы любой расы составляли 1,10 % от популяции тауншипа.
Из 129 домохозяйств в 38,8 % воспитывались дети до 18 лет, в 72,9 % проживали супружеские пары, в 7,8 % проживали незамужние женщины и в 16,3 % домохозяйств проживали несемейные люди. 14,0 % домохозяйств состояли из одного человека, при том 6,2 % из — одиноких пожилых людей старше 65 лет. Средний размер домохозяйства — 2,82, а семьи — 3,08 человека.
26,9 % населения — младше 18 лет, 6,6 % — в возрасте от 18 до 24 лет, 31,6 % — от 25 до 44, 22,3 % — от 45 до 64, и 12,6 % — старше 65 лет. Средний возраст — 37 лет. На каждые 100 женщин приходилось 104,5 мужчин.  На каждые 100 женщин старше 18 приходилось 107,8 мужчин.
Средний годовой доход домохозяйства составлял 45 625 долларов, а средний годовой доход семьи —  44 792 доллара. Средний доход мужчин —  26 071  доллар, в то время как у женщин — 20 909. Доход на душу населения составил 16 877 долларов. За чертой бедности находились 6,4 % семей и 7,1 % всего населения тауншипа, из которых 8,9 % младше 18 и 7,4 % старше 65 лет.